# أشباه الخاطفات المخلبية
أشباه الخاطفات المخلبية (الاسم العلمي:†Maniraptoromorpha) هو فرع من الديناصورات وحشية الأرجل جوفاء الذيل التي تشمل الأصنوفات مثل لص الطيريات وأنيقات الفك وشبيهات الخاطفات المخلبية. كانت هناك العديد من التحليلات الوراثية التي أظهرت دعمًا في تجميع شبيهات الخاطفات المخلبية مع لص الطيريات المذكورة أعلاه على الأقل. سميت هذه المجموعة من قبل أندريا كاو ، الذي عرّفها بأنها «المجموعة الأكثر شمولاً التي تحتوي على كندور الأنديز ، باستثناء التيرانوصور الملك.»